# Butkovec
Butkovec – wieś w Chorwacji, w żupanii varażdińskiej, w gminie Breznički Hum. W 2011 roku liczyła 203 mieszkańców.